# العشق عنادا
العشق عناداً (بالتركية: İnadına Aşk)‏ هو مسلسل رومانسي كوميدي تركي من بطولة جان يامان، اتشيليا توبال اوغلو وإرين فوردم، صدر المسلسل على قناة فوكس  في الفترة من 2 يوليو 2015 حتى 3 فبراير 2016.